# Swept Away (película)
Swept Away (titulada Insólito destino en Hispanoamérica y Barridos por la marea en España) es una película de género romántica y comedia de aventuras estadounidense de 2002 escrita y dirigida por Guy Ritchie; es una nueva versión de la película italiana homónima de 1974 de la cineasta Lina Wertmüller. La película está protagonizada por Madonna, en ese entonces casada con Ritchie, Adriano Giannini, hijo de Giancarlo Giannini, protagonista de la película original, Bruce Greenwood, Jeanne Tripplehorn y Elizabeth Banks.
La película fue producida por Matthew Vaughn y estrenada en cines por Screen Gems.

## Trama
Amber Leighton (Madonna) es una rica y arrogante socialité que es invitada a un crucero privado de Italia a Grecia por su marido Tony (Greenwood). Una tempestad deja a Amber en una isla desierta junto al mozo de la nave, Giuseppe (Giannini), un marinero de quien ella se va a ir enamorando.

## Reparto
- Madonna como Amber Leighton
- Adriano Giannini como Giuseppe Esposito
- Bruce Greenwood como Tony Leighton
- Jeanne Tripplehorn como Marina
- Elizabeth Banks como Debi
- Michael Beattie como Todd
- David Thornton como Michael

## Producción
La película es una nueva versión de la italiana del mismo nombre estrenada en 1974 y dirigida por la cineasta Lina Wertmüller, la primera mujer en ser nominada al premio Óscar por mejor dirección. El título provisional de la película fue Love, Sex, Drugs and Money (Amor, sexo, drogas y dinero) y se filmó en Cerdeña y Malta del 1° de octubre al 9 de noviembre de 2001, con un aumento de seguridad debido a los ataques terroristas del 11 de septiembre. Madonna había terminado su gira mundial Drowned World Tour de 2001 dos semanas antes del rodaje.

## Estreno
La película fue estrenada el 11 de octubre del 2002.

### Recepción de la crítica
En Rotten Tomatoes la película tiene una calificación del 5%, basada en 78 reseñas, con una calificación promedio de 2,8/10. El consenso del sitio dice: "Confuso y carente del contexto político del original, Swept Away ofrece una prueba más de que Madonna no puede actuar". En Metacritic tiene una calificación de 18 sobre 100, basada en 27 críticas, lo que indica "un disgusto abrumador".
Roger Ebert, del Chicago Sun-Times, que calificó la película Swept Away original como una "película tan absorbente" que le otorgó una calificación de 4 estrellas sobre 4, le dio al remake sólo 1 estrella. Según Ebert, a pesar de la adaptación relativamente fiel de Ritchie, el original Swept Away era "incomparablemente superior" y el defecto fatal del remake fue la "falta total" de vitalidad o resonancia emocional de los personajes principales. Además, escribió Ebert, que el personaje de Madonna "comienza tan odioso que nunca podrá cambiarlo" y obtener alguna redención o cambio creíble. De manera similar, AO Scott de The New York Times escribió: "En sus conciertos, vídeos musicales y grabaciones, Madonna ha sido a menudo una intérprete fascinante, pero todavía no es una gran actriz. Adoptar una pose no es lo mismo que encarnar a una persona, y un papel como éste requiere la entrega del control emocional, algo que Madonna parece constitucionalmente incapaz de lograr". En su crítica negativa de la película, el crítico de Slant Magazine, Ed González, dijo: "Madonna ofrece su mejor actuación desde que Abel Ferrara la hizo papilla en su Dangerous Game ".
"La forma en que los críticos se desquitan conmigo ahora es intentar cualquier cosa que Guy y yo hagamos juntos", comentó Madonna sobre la reacción crítica negativa. "Todo el mundo en Inglaterra lo ha criticado sin haberlo visto. ¿No es hermoso? ¿No crees que eso es absurdo? Pero creo que los cuchillos iban a salirle a Guy de todos modos, incluso si no hubiera terminado conmigo. Tuvo demasiado éxito con sus dos primeras películas. Así son los medios de comunicación: al final tienen que derribarte."

### Taquilla
Swept Away tuvo un presupuesto de 10 millones de dólares; recaudó 598.645 dólares en los Estados Unidos y alrededor de 437.875 dólares en territorios extranjeros para un total mundial de 1.036.520 dólares.

### Reconocimientos
La película recibió cinco premios en los Golden Raspberry Awards de 2002. Además, Madonna ganó el premio a la Peor Actriz de Reparto ese mismo año (por Die Another Day ).
La película consiguió los siguientes galardones:
- Peor película
- Peor actriz: Madonna
- Peor pareja: Madonna y Gianinni
- Peor remake o secuela
- Peor director: Guy Ritchie

La película estuvo nominada a Peor Guion (escrito por Ritchie) y Gianinni a Peor Actor. Fue la primera en ganar tanto Peor Película como Peor Remake o Secuela.
En los Stinkers Bad Movie Awards de 2002, la película ganó tres premios:
- Peor película
- Peor actriz: Madonna
- Peor pareja en pantalla: Madonna y Gianinni

La película también recibió nominaciones a Peor Director (Ritchie), Música Musical Más Intrusiva y Peor Remake.

## Banda sonora
La partitura fue compuesta por Michel Colombier, y es principalmente su trabajo el que aparece en el álbum de la banda sonora de 12 pistas. La banda sonora también contiene varias canciones de otros artistas. " Come-On-a-My-House ", cantada por Della Reese, es la única que aparece en el álbum.
Las canciones que no aparecen en el álbum incluyen " Lovely Head " de Goldfrapp (reproducida durante los créditos iniciales), " Ain't Nobody Here but Us Chickens " de Louis Jordan (la escena de charadas) y " Fade into You " de Mazzy Star ( mientras Amber y Pepe experimentan juntos la vida en la isla). " Spiegel im Spiegel " de Arvo Pärt suena durante los momentos finales y los créditos finales de la película.

## Reproducción doméstica
En el Reino Unido, la película fue estrenada directamente en vídeo por Columbia TriStar Home Entertainment. Las características especiales del DVD incluyen comentarios de los realizadores con Ritchie y Vaughn, una entrevista con Ritchie y Madonna, dieciséis escenas eliminadas, un making of, avances teatrales y filmografías. En 2019, Swept Away fue reeditado en DVD y lanzado en Blu-Ray por Fabulous Films, bajo licencia de Sony Pictures.